# Nagroda Grammy w kategorii Best Rock Instrumental Performance
Nagroda Grammy w kategorii Best Rock Instrumental Performance przyznawana była w latach 1980–2011. Od 1986 do 1989 nazywała się Best Rock Instrumental Performance (Orchestra, Group or Soloist). Nagroda przyznawana była za kompozycje zarejestrowane w roku poprzedzającym daną nominację.

## Wiek XXI
- Nagroda Grammy w 2011
  - Jeff Beck za "Hammerhead"

- Nagroda Grammy w 2010
  - Jeff Beck za "A Day in the Life"
- Nagroda Grammy w 2009
  - Zappa Plays Zappa wraz z Steve Vai i Napoleon Murphy Brock za "Peaches en Regalia"

- Nagroda Grammy w 2008
  - Bruce Springsteen za "Once Upon a Time in the West"

- Nagroda Grammy w 2007
  - The Flaming Lips za "The Wizard Turns On... The Giant Silver Flashlight and Puts on His Werewolf Moccasins"
- Nagroda Grammy w 2006
  - Les Paul and Friends za "69 Freedom Specials"

- Nagroda Grammy w 2005
  - Brian Wilson za "Mrs. O’Leary’s Cow"
- Nagroda Grammy w 2004
  - Jeff Beck za "Plan B"
- Nagroda Grammy w 2003
  - The Flaming Lips za "Approaching Pavonis Mons By Balloon (Utopia Planitia)"
- Nagroda Grammy w 2002
  - Godsmack za "Vampires"
- Nagroda Grammy w 2001
  - Michael Kamen (dyrygent), Metallica wraz z San Francisco Symphony za "The Call of Ktulu"
- Nagroda Grammy w 2000
  - Eric Clapton & Carlos Santana za "The Calling"

## Lata 90. XX wieku.
- Nagroda Grammy w 1999
  - Pat Metheny Group za "The Roots of Coincidence" z albumu Imaginary Day
- Nagroda Grammy w 1998
  - The Chemical Brothers za "Block Rockin’ Beats"
- Nagroda Grammy w 1997
  - Eric Clapton, Robert Cray, Buddy Guy, Dr. John, B.B. King, Art Neville, Bonnie Raitt oraz Jimmie Vaughan za "SRV Shuffle"
- Nagroda Grammy w 1996
  - The Allman Brothers Band za "Jessica"
- Nagroda Grammy w 1995
  - Pink Floyd za "Marooned"
- Nagroda Grammy w 1994
  - Steve Vai za "Sofa"
- Nagroda Grammy w 1993
  - Stevie Ray Vaughan & Double Trouble za "Little Wing"
- Nagroda Grammy w 1992
  - Eric Johnson za "Cliffs of Dover"
- Nagroda Grammy w 1991
  - Vaughan Brothers za "D/FW"
- Nagroda Grammy w 1990
  - Jeff Beck, Terry Bozzio & Tony Hymas za Jeff Beck's Guitar Shop with Terry Bozzio & Tony Hymas

## Lata 80. XX wieku.
- Nagroda Grammy w 1989
  - Carlos Santana za Blues for Salvador
- Nagroda Grammy w 1988
  - Frank Zappa za Jazz from Hell
- Nagroda Grammy w 1987
  - The Art of Noise & Duane Eddy za "Peter Gunn"
- Nagroda Grammy w 1986
  - Jeff Beck za "Escape"
- Nagroda Grammy w 1985
  - Yes za "Cinema"
- Nagroda Grammy w 1984
  - Sting za "Brimstone and Treacle"
- Nagroda Grammy w 1983
  - A Flock of Seagulls za "D.N.A."
- Nagroda Grammy w 1982
  - The Police za "Behind My Camel"
- Nagroda Grammy w 1981
  - The Police za "Reggatta de Blanc"
- Nagroda Grammy w 1980
  - Paul McCartney wraz z Wings za "Rockestra Theme"